# Furious Angels
Furious Angels – debiutancki album Roba Dougana, wydany w połowie 2002 w Wielkiej Brytanii i w połowie 2003 w USA i Europie. W 2004 był nominowany do Grammy w kategorii Best Boxed or Special Limited Edition Package (Najlepsze wydawnictwo w formie boxu lub specjalna edycja limitowana).

## Opis albumu
Furious Angels zostało wydane jako jednopłytowy album z 14 utworami w edycji światowej i 15 w edycji brytyjskiej, z utworami zawierającymi ścieżki wokalne.
Później wydano jako album dwupłytowy, z jednym dyskiem zawierającym wszystkie 15 piosenek i drugim zawierającym 10 wersji instrumentalnych piosenek z pierwszej płyty, a także 2 teledyski. Wydano także specjalną edycję z książeczką zawierającą teksty i zdjęcia.
Album został stworzony, wyprodukowany i w większości sfinansowany przez samego Roba, głównie dzięki pieniądzom zarobionym na sprzedaży utworów z niego do filmów i reklam.

## Lista utworów

### CD #1
1. „Prelude” (0:43)
2. „Furious Angels” (5:56)
3. „Will You Follow Me?” (3:50)
4. „Left Me for Dead” (4:34)
5. „I’m Not Driving Anymore” (4:34)
6. „Clubbed to Death (Kurayamino variation)” (7:29)
7. „There’s Only Me” (5:37)
8. „Instrumental” (4:28)
9. „Nothing at All” (6:32)
10. „Born Yesterday” (5:20)
11. „Speed Me towards Death” (4:33)
12. „Drinking Song” (3:59)
13. „Pause” (0:33)
14. „One and the Same (Coda)” (5:46)
15. „Clubbed to Death 2” (7:07)

### CD #2 (wersje instrumentalne)
1. „Will You Follow Me? [instrumental]” (4:34)
2. „Furious Angels [instrumental]” (6:04)
3. „Left Me for Dead [instrumental]” (4:42)
4. „I’m Not Driving Anymore [instrumental]” (4:34)
5. „There’s Only Me [instrumental]” (5:36)
6. „Instrumental „ – (4:30)
7. „Nothing at All [instrumental]” (5:54)
8. „Born Yesterday [instrumental]” (7:33)
9. „Speed Me Towards Death [instrumental]” (4:30)
10. „One and the Same (Coda) [instrumental]” (5:46)

## "Clubbed to Death"
Podtytuł „Kurayamino mix” w japońskim oznacza „mroczny mix” (クラヤミ - kurayami - mrok, ノ - no - sufiks nadający formę dopełniacza). Jest to mix Dougana w stylu dramatycznym, inspirowany japońskimi „mrocznymi” pisarzami takimi jak Yukio Mishima i Yasunari Kawabata.
Krótkie smyczkowe intro jest zapożyczone z Enigma Variations Edwarda Elgara. Z drugiej strony, wbrew plotkom, partie pianina nie są zapożyczone od Elgara, zostały skomponowane i zagrane przez Dougana. Widoczne są inspiracje Elgarem (głównie z „Tematu”, „Wariacji 1” i „Wariacji 12”).
Klasyczna część „Clubbed to Death 2” jest zbudowana wokół „4 preludium e-moll” (opus 28) Fryderyka Chopina. „Clubbed to Death 2” zawiera linię pianina zagraną w filmie „The Amazing Mr. X” z 1948 (utwór „Chopin – Prelude in E minor, Op. 28, no. 4”).
Artysta wielokrotnie wykorzystuje wariacje tego samego motywu muzycznego. Dla przykładu pomiędzy utworami Furious Angels i Clubbed to Death można znaleźć wiele podobieństw.

## Użycie piosenek z albumu
Wiele utworów z albumu zostało sprzedanych m.in. do filmów i reklam. Uważa się, że Furious Angels jest drugim po Play Moby’ego tak bardzo wyprzedanym do celów komercyjnych albumem.

### Filmy
- „Clubbed to Death”:
  - Clubbed to Death (Lola) (1996)
  - The Matrix (1999)
  - trailer Beyond Borders (2003)
  - trailer Blade: Mroczna trójca (2004)
  - trailer Ultraviolet (2006)
  - trailer Catch a Fire (2006)
- „I’m Not Driving Anymore” w Driven (2001)
- „I’m Not Driving Anymore [instrumental version]” w trailerze The Matrix Reloaded
- „Furious Angels [instrumental version]” i „Château” w The Matrix Reloaded (2003)
- „One and the Same” w One Perfect Day (2004)
- „World Industries: Round 2: Rodney Mullen versus Daewon Song” (1999)

### TV
- „I’m Not Driving Anymore” jako temat brytyjskich wersji Prawo i porządek i Prawo i porządek: sekcja specjalna, a także podczas Y Clwb Rygbi na S4C.
- „There’s Only Me” jako temat brytyjskiej wersji Prawo i porządek: Zbrodniczy zamiar
- „Born Yesterday” - użyty w 216. odcinku CSI
- „Will You Follow Me?” - użyty jako podkład w powtórkach z australijskiego Rugby League State of Origin
- „Clubbed to Death” - użyty w odcinku Doctor Who Confidential
- „Left Me For Dead” - użyty w Ski Sunday na BBC Sports
- „Clubbed to Death” (pierwsza część) – użyty w Match of the Day na BBC Sports
- W Top Gear użyto „Speed Me Towards Death (Instrumental)”, „Clubbed to Death”, „I’m Not Driving Anymore (Instrumental)”, „Left Me For Dead”, „Born Yesterday” i „Château"
- „Clubbed to Death” - kilkukrotnie użyty przez Channel Ten podczas transmisji z Australian Football League Finals Series w 2002 i 2003
- „Clubbed to Death” - stał się szablonowym utworem używanym w niezliczonej ilości brytyjskich programów telewizyjnych

### Reklamy
- Caffery's stout ale
- Audi („Clubbed to Death 2” w reklamie Audi A8)
- Mitsubishi („Clubbed to Death” w reklamie z 1998 Mitsubishi Eclipse)
- Sky Movies
- Royal Mail
- Nissan Maxima
- Lincoln LS „Surprising Journey” (zmodyfikowana wersja „Clubbed to Death 2”)
- Nike („Clubbed to Death”)

### Gry
- Grand Prix 3 („Furious Angels”, wersja instrumentalna)